# بطولة أمم إفريقيا للمحليين 2020
بطولة أمم إفريقيا للمحليين 2020 (بالإنجليزية: 2020 African Nations Championship)‏ والمعروفة باسم بطولة أمم إفريقيا للمحليين توتال 2020 (يشار إليها أيضًا باسم CHAN 2020). وهي النسخة السادسة من بطولة أمم أفريقيا للمحليين، وهي بطولة كرة قدم تقام كل سنتين ينظمها الاتحاد الأفريقي لكرة القدم يشارك كل منتخب متأهل باللاعبين الذين يلعبون في الدوري المحلي. تقام البطولة في الكاميرون في الفترة من 16 يناير إلى 7 فبراير 2021. في الأصل كان من المقرر أن تقام في الفترة من 4 إلى 25 أبريل 2020. ومع ذلك، أعلن الاتحاد الأفريقي لكرة القدم في 17 مارس 2020 أن البطولة قد تم تأجيلها إلى موعد لاحق بسبب جائحة فيروس كورونا 2019–20. في 30 يونيو، أعلن الاتحاد الأفريقي لكرة القدم أن البطولة ستقام في يناير وفبراير 2021.
تم منح إثيوبيا سابقًا حق إستضافة البطولة، لكن اتحاد إثيوبيا لكرة القدم اعترف بأنه ليس مستعد لاستضافة هذه المسابقة، وتم منح حقوق الاستضافة إلى الكاميرون بدلاً من ذلك. كان من المقرر أن تُلعب البطولة النهائية خلال شهري يناير وفبراير، ولكن تم نقلها إلى أبريل قبل تأجيلها مرة أخرى. على عكس كأس الأمم الأفريقية، يجب أن تتكون المنتخبات الوطنية المتنافسة من لاعبين يلعبون في دوريهم المحلي، على سبيل المثال اللاعب الكاميروني مؤهل فقط للعب لمنتخب الكاميرون إذا كان يلعب لنادٍ كاميروني.
قدم الاتحاد الأفريقي لكرة القدم شهادة مرضية إلى الكاميرون أشاروا فيها إلى النسبة المئوية للحضور بما يتماشى مع المتطلبات الصحية التي حددها الاتحاد الدولي لكرة القدم. سيتم قبول خمسة وعشرين في المائة من المتفرجين في الملاعب المختلفة خلال المرحلة الأولى من المسابقة، أي مباريات المجموعة ويمكن أن ترتفع إلى 50 في المائة في مراحل خروج المغلوب من المسابقة.

## اختيار المضيف
تم تعيين إثيوبيا رسميًا في الأصل لاستضافة البطولة في 4 فبراير 2018، بعد نهائي البطولة السابقة في المغرب. تم تعيين الكاميرون لتحل محل إثيوبيا لاستضافة البطولة في 13 أبريل 2019.

## التصفيات
أقيمت جولات التصفيات في عام 2019، وتم حظر جيبوتي والغابون بعد انسحابهما خلال تصفيات بطولة أمم إفريقيا 2018. جيبوتي، جنبا إلى جنب مع المضيف الأصلي إثيوبيا أعيدت في وقت لاحق.

### المنتخبات المتأهلة
تأهلت الفرق الـ 16 التالية للبطولة النهائية. تأهلت تونس للبطولة لكنها انسحبت في يناير 2020 بسبب ضغط الرزنامة. في 20 يناير 2020، تمت دعوة ليبيا التي قصتها من تونس من الدور التمهيدي للمشاركة في البطولة وتم تحديد موعد نهائي لها في 28 يناير 2020 لتقرير ما إذا كانت ستشارك. قررت ليبيا قبول الدعوة. تم منع تونس من المشاركة في النسخة القادمة من بطولة أمم إفريقيا للمحليين.
| المنتخب                     | المنطقة                | المشاركة | أفضل مشاركة                            | تصنيف الفيفا |
| --------------------------- | ---------------------- | -------- | -------------------------------------- | ------------ |
| الكاميرون (المضيف)          | المنطقة الوسطى         | الرابعة  | الربع النهائي (2011، 2016)             | 50           |
| الكونغو                     | المنطقة الوسطى         | الثالثة  | الربع النهائي (2018)                   | 91           |
| جمهورية الكونغو الديمقراطية | المنطقة الوسطى         | الخامسة  | البطل (2009، 2016)                     | 60           |
| رواندا                      | المنطقة الوسطى الشرقية | الرابعة  | الربع النهائي (2016)                   | 133          |
| تنزانيا                     | المنطقة الوسطى الشرقية | الثانية  | دور المجموعات (2009)                   | 135          |
| أوغندا                      | المنطقة الوسطى الشرقية | الخامسة  | دور المجموعات (2011، 2014، 2016، 2018) | 79           |
| ليبيا                       | المنطقة الشمالية       | الرابعة  | البطل (2014)                           | 111          |
| المغرب                      | المنطقة الشمالية       | الرابعة  | البطل (2018)                           | 35           |
| ناميبيا                     | المنطقة الجنوبية       | الثانية  | الربع النهائي (2018)                   | 119          |
| زامبيا                      | المنطقة الجنوبية       | الرابعة  | المركز الثالث (2009)                   | 90           |
| زيمبابوي                    | المنطقة الجنوبية       | الخامسة  | المركز الرابع (2014)                   | 108          |
| غينيا                       | المنطقة الغربية أ      | الثالثة  | المركز الرابع (2016)                   | 73           |
| مالي                        | المنطقة الغربية أ      | الرابعة  | الوصيف (2016)                          | 57           |
| بوركينا فاسو                | المنطقة الغربية ب      | الثالثة  | دور المجموعات (2014، 2018)             | 58           |
| النيجر                      | المنطقة الغربية ب      | الثالثة  | الربع النهائي (2011)                   | 113          |
| توغو                        | المنطقة الغربية ب      | الأولى   | أول مشاركة                             | 128          |

## الأماكن
ستقام المباريات في أربع ملاعب في ثلاث مدن: ياوندي، ليمبي ودوالا. تم الإعلان عن المباريات في 24 فبراير 2020.
| ملعب جابوما       | ملعب إعادة التوحيد |
| السعة: 50,000     | السعة: 30,000      |
|                   |                    |
| ياوندي            | ليمبي              |
| ملعب أحمدو أهيدجو | ملعب ليمبي         |
| السعة: 42,500     | السعة: 20,000      |
|                   |                    |